# Disclosure
Disclosure är en engelsk elektronisk musikduo som bildades 2010. Duon består av bröderna Howard (född 11 maj 1994) och Guy Lawrence (född 25 maj 1991) från Reigate, Surrey. Deras debutalbum Settle, släppt 3 juni 2013, nominerades till en Grammy för "Best Dance/Electronic Album" 2014. Deras andra studioalbum Caracal, som släpptes 25 september 2015 nominerades även det till en Grammy i samma kategori 2016. Deras tredje studioalbum ENERGY släpptes 28 augusti 2020. 